# Project-μ (ゲームブランド)
Project-μ（プロジェクト・ミュー）は、大阪市中央区に所在するソフトウェアメーカーであるクラインコンピュータエンタテインメントの系列会社であったケーピーシーエスがかつて展開していたアダルトゲームブランドである。
2000年にデビューし、五つの作品を発表した後2004年に活動を停止した。ノヴェルシアターという従来のビジュアルノベルにはない独特の文字表示法や演出を採用したゲームを開発していた。各作品は2005年からダウンロード販売が始まったが、2007年7月末で販売が終了している。
なお、KLEINとは関係はない。

## 作品リスト
- 北麻鞍博士の憂鬱（2000年5月26日）
- 忘れな草（2000年11月17日）
- 彼女の願うこと。僕の思うこと。（2001年9月28日）
- ほとせなる呪 ちとせなる詛（2002年9月13日）
- 銀の蛇 黒の月（2003年12月19日）

## 姉妹ブランドとその作品
- Meta-Doll（ブランド）
  - ごす-Goth-（2004年3月5日）
- もこプロ（ブランド）
  - 訪問犯売 大人のおもちゃいりませんか？（2004年9月10日）

## 主なスタッフ
- シナリオ
  - 砂斗あきら（髑髏伯爵）
  - 越智自由
- 原画
  - ひねもすのたり（ZAK）
  - 凡々
  - 間優月
- 音楽
  - 有阪千尋